# アブラハム・クライトン (初代アーン男爵)
初代アーン男爵アブラハム・クライトン（英語: Abraham Creighton, 1st Baron Erne、1703年12月31日洗礼 – 1772年6月2日）は、アイルランド王国の政治家、貴族。1727年から1768年までアイルランド庶民院議員を務めた。

## 生涯
デイヴィッド・クライトン（David Creighton、1671年 – 1728年6月1日、陸軍軍人）とキャサリン・サウスウェル（Catherine Southwell、リチャード・サウスウェルの娘）の息子として生まれ、1703年12月31日に洗礼を受けた。
1727年から1768年までリフォード選挙区の代表としてアイルランド庶民院議員を務めた後、1768年7月15日にアイルランド貴族であるファーマナ県におけるクロム城のアーン男爵に叙され、1769年12月18日にアイルランド貴族院議員に就任した。
ファーマナ県総督を務めた。
1772年6月2日に死去、ニュータウン・バトラーで埋葬された。息子ジョンが爵位を継承した。

## 家族
1729年8月1日、エリザベス・ロジャーソン（Elizabeth Rogerson、1760年8月6日没、ジョン・ロジャーソンの娘）と結婚、3男4女をもうけた。
- デイヴィッド・ロジャーソン（1730年2月20日洗礼 – 1756年12月1日以前[4]）
- ジョン（1731年 – 1828年9月15日） - 第2代アーン男爵、初代アーン子爵、初代アーン伯爵[4]
- キャサリン（1732年2月2日洗礼 – 1741年10月1日埋葬[4]）
- メロラ（Mellora、1735年3月2日洗礼 – 1799年11月29日埋葬） - 生涯未婚[4]
- シャーロット（1738年4月15日洗礼 – 1819年3月24日） - 1766年5月21日、エドワード・マッデン（Edward Madden、1790年没）と結婚、子供なし。1793年3月、エドワード・キングと結婚、子供なし[4]
- アブラハム（1740年ごろ – 1809年9月） - アイルランド庶民院議員[5]
- メアリー（1742年7月20日洗礼 – 1760年7月） - 生涯未婚[4]

1762年9月7日、ジェーン・キング（Jane King、1800年2月21日没、ジョン・キングの娘）と再婚したが、2人の間に子供はいなかった。